# هوچسیمر
هوچسیمر (به آلمانی: Hochsimmer) یک کوه در آلمان است که در راینلاند-فالتس واقع شده‌است.